# United Passions
United Passions is een Franse film uit 2014 en laat de geschiedenis van de FIFA zien. De film werd heel slecht ontvangen. Recensenten vonden het een probleem dat FIFA deze positieve film over zichzelf maakte terwijl ze verwikkeld waren in een corruptieschandaal. De film bracht enkel 900.000 dollar op terwijl het een budget had van 26 miljoen. De film won daarom een speciale Razzie.

## Rolverdeling
- Tim Roth - Sepp Blatter
- Gérard Depardieu - Jules Rimet
- Sam Neill - João Havelange
- Fisher Stevens - Carl Hirschman
- Jemima West - Annette Rimet
- Thomas Kretschmann - Horst Dassler
- Antonio de la Torre - Enrique Buero